# Nicolò Melli
Nicolò Melli (* 26. Januar 1991 in Reggio nell’Emilia) ist ein italienischer Basketballspieler.
Er spielt seit 2024 erneut für Fenerbahçe Istanbul. Zuvor stand Melli bei Olimpia Mailand unter Vertrag. Er lief von 2015 bis 2017 für Brose Bamberg in der Basketball-Bundesliga auf. Von 2019 bis 2021 spielte er in die NBA für die New Orleans Pelicans und die Dallas Mavericks.
Seit 2011 steht Melli als Nationalspieler im Kader der italienischen Herrenauswahl. Der Junioren-Vizeeuropameister von 2011 gewann mit Rekordmeister Olimpia Mailand 2014, 2022 und 2023 die italienische Meisterschaft. Seine Mutter Julie Vollertsen gewann mit der Frauen-Volleyballnationalmannschaft der Vereinigten Staaten die Silbermedaille bei den Olympischen Spielen 1984 in Los Angeles.

## Werdegang
Melli wuchs in den Jugendmannschaften von Pallacanestro Reggiana in seiner Geburtsstadt heran, wo er seine ersten Einsätze im Herrenbereich in der Legadue ab 2008 hatte, und wechselte 2010 zum italienischen Rekordmeister Olimpia Mailand, der ihn jedoch zum Ende der Saison 2010/11 an den Ligakonkurrenten Scavolini aus Pesaro auslieh. Dieser verpasste jedoch am Saisonende um einen Sieg auf dem zehnten Platz den Einzug in die Play-offs um die italienische Meisterschaft. Bei der U20-Junioren-Europameisterschaft 2011 verlor die italienische Juniorenauswahl, angeführt von Alessandro Gentile, das Endspiel gegen Gastgeber Spanien und erhielt somit die Silbermedaille. Anschließend kehrte Melli nach Mailand zurück, das auch Gentile verpflichtete, und sicherte sich nun zunehmend auch Spielanteile in der italienischen Spitzenmannschaft. Im höchstrangigen europäischen Vereinswettbewerb Euroleague erreichte man knapp die Zwischenrunde der 16 besten Mannschaften, in der man wegen des schlechteren direkten Vergleichs gegenüber UNICS Kasan ausschied. In der italienischen Meisterschaft erreichte man die Finalserie, die jedoch nach nur einem Sieg in fünf Spielen gegen Serienmeister Montepaschi Siena verloren ging. In der folgenden Euroleague-Saison 2012/13 scheiterte Mailand nach nur drei Siegen in zehn Vorrundenspielen bereits in der Vorrunde. Auch in der italienischen Meisterschaft erreichten die Mailänder nur den vierten Platz nach der Hauptrunde knapp vor Titelverteidiger Siena. In der ersten Play-off-Runde kam es bereits zur Neuauflage der Vorjahresfinalserie, die Siena nach Siegen im sechsten und siebten Spiel noch für sich entscheiden konnte.
Beim EM-Endrundenturnier 2013 war Melli erstmals in einem Endrundenkader der italienischen Herrenauswahl vertreten. Nach fünf Vorrundensiegen gewann Italien nur noch das abschließende Zwischenrundenspiel gegen Titelverteidiger Spanien. Nach den folgenden drei Niederlagen im Viertelfinale und Platzierungsspielen verpasste man dann jedoch die Qualifikation für die Weltmeisterschaft 2014. In der Euroleague-Spielzeit 2013/14 konnte sich Mailand vergleichsweise souverän für das Viertelfinale qualifizieren, in dem man im ersten Spiel Heimrecht gegen Maccabi Tel Aviv hatte. Doch die israelische Mannschaft konnte sich durchsetzen, so dass Olimpia Mailand das Finalturnier im heimischen Mediolanum Forum verpasste, bei dem schließlich Maccabi siegte und den wichtigsten europäischen Vereinstitel gewann. In der italienischen Meisterschaft, in der Melli für Olimpia hinter Samardo Samuels mit knapp fünf Rebounds pro Spiel mannschaftsintern zweitbester Rebounder noch vor Gani Lawal war, kam es in der Finalserie wieder zum Aufeinandertreffen von Mailand und Titelverteidiger Siena, das der Rekordmeister diesmal durch Siege im sechsten und siebten Spiel für sich entscheiden konnte. Nach Saisonende wurde Mellis Vertrag in Mailand um ein weiteres Jahr verlängert.
Zur Spielzeit 2015/16 schloss sich Melli dem deutschen Meister Brose Bamberg an. Die von Andrea Trinchieri betreute Mannschaft war seine erste Vereinsstation im Ausland. Mit Bamberg trat er in den folgenden beiden Spieljahren nicht nur in der Bundesliga, sondern auch in der EuroLeague, der höchsten europäischen Spielklasse, an. Mellis Rolle im Bamberger Kader war dabei eine erheblich bedeutendere als zuvor in Mailand, wo er als Rollenspieler oft auf der Bank saß und dementsprechend wenig Verantwortung erhielt, was schließlich ausschlaggebend für einen Wechsel nach Bamberg war. In Trinchieris von Small Ball geprägtem Spielsystem spielte Melli als Power Forward, aber auch als Center und konnte sich so wesentlich besser entfalten und entwickeln. Aufgrund seines guten Distanzwurfs und seiner Athletik, die ihm auch das körperbetonte Spiel in Korbnähe ermöglicht, wurde er in seiner Zeit in Bamberg zu einem der begehrtesten Spieler auf der Position vier in Europa, auch NBA-Mannschaften wurden auf ihn aufmerksam.
Sowohl 2016 als auch 2017 gewann Nicolò Melli mit Brose Bamberg die Deutsche Meisterschaft. 2017 gelang sogar zusätzlich der Pokalsieg. In der Euroleague-Saison 2015/16 verpasste man um einen Sieg als erste deutsche Mannschaft überhaupt den Sprung in die Playoffs. Die Euroleague-Saison 2016/17 schloss Bamberg nach zehn Siegen in 30 Spielen und zwölf knappen Niederlagen mit sechs oder weniger Punkten auf dem 13. Platz ab.
Im Sommer 2017 wechselte Melli zum amtierenden Euroleague-Sieger Fenerbahçe Istanbul. Mit der Mannschaft gewann er 2018 die türkische Meisterschaft sowie im Folgejahr den Pokalwettbewerb. Zwar fielen seine statistischen Werte in den Euroleague-Auftritten mit Fenerbahçe im Vergleich zu seiner Bamberger Zeit etwas, allerdings verfügte das Aufgebot der türkischen Mannschaft auch über eine deutlich höhere Leistungsdichte. In der Euroleague-Saison 2017/18, in der er mit Fenerbahçe das Endspiel erreichte, dort aber gegen Real Madrid verlor, erzielte er 8,9 Punkte im Schnitt. Im Finale gegen Real war Melli mit 28 Zählern der überragende Mann der Partie, was gleichwohl nicht für den Titel langte. 2018/19 waren es 7,3 Punkte je Begegnung. In diesem Spieljahr musste er sich mit den Istanbulern im Spiel um den dritten Platz in der EuroLeague abermals Madrid geschlagen geben.
Ende Juli 2019 unterschrieb er einen Vertrag bei den New Orleans Pelicans in NBA. Die Leitung der Pelicans erhoffte sich vom Italiener insbesondere gute Verteidigungsarbeit und das Einbringen seiner Stärken als Vorlagengeber. Ende März 2021 wurde er an die Dallas Mavericks abgegeben. Nach insgesamt 108 Einsätzen in der NBA kehrte er 2021 nach Mailand zurück. Mit der Mannschaft wurde er 2022 unter Trainer Ettore Messina italienischer Meister und Pokalsieger sowie 2023 abermals Meister. 2024 wurde der Gewinn des Meistertitels wiederholt.
2024 kehrte Melli zu Fenerbahçe Istanbul zurück. Mit Fenerbahçe gewann er in der Saison 2024/25 die Euroleague sowie die türkischer Meister.

## Erfolge und Auszeichnungen
- Deutscher Meister: 2016, 2017
- Deutscher Pokalsieger: 2017
- Türkischer Meister: 2018, 2025
- BBL-All-First-Team: 2016, 2017
- Türkischer Pokalsieger: 2019
- Italienischer Meister: 2014, 2022, 2023, 2024
- Italienischer Pokalsieger: 2022
- Euroleague-Sieger: 2025